# قسامي العليا (المخادر)

تعديل مصدري - تعديل

قسامي العليا محلة تابعة لقرية الحوش، التابعة لعزلة جبل عقد بمديرية المخادر إحدى مديريات محافظة إب في الجمهورية اليمنية، بلغ تعداد سكانها 158 حسب تعداد اليمن لعام 2004.